# Sevenoaks (circonscription du Parlement britannique)
Circonscription parlementaire de la Chambre des communes
La circonscription de Sevenoaks est une circonscription parlementaire britannique. Elle est située dans le Kent, autour des villes de Sevenoaks et Swanley.
Cette circonscription est créée en 1885 et est représentée à la Chambre des communes du Parlement britannique.

## Members of Parliament
| Élection | Élection | Membre               | Membre | Parti                  |
| -------- | -------- | -------------------- | ------ | ---------------------- |
|          | 1885     | Charles Mills        |        | Conservateur           |
|          | 1892     | Henry Forster        |        | Conservateur           |
|          | 1918     | Sir Thomas Bennett   |        | Coalition Conservateur |
|          | 1923     | Ronald Williams      |        | Libéral                |
|          | 1924     | Walter Styles        |        | Conservateur           |
|          | 1929     | Sir Hilton Young     |        | Conservateur           |
|          | 1935     | Sir Charles Ponsonby |        | Conservateur           |
|          | 1950     | Sir John Rodgers     |        | Conservateur           |
|          | 1979     | Mark Wolfson         |        | Conservateur           |
|          | 1997     | Sir Michael Fallon   |        | Conservateur           |
|          | 2019     | Laura Trott          |        | Conservateur           |

## Élections

### Élections dans les années 2010
| Parti         | Parti                | Candidat             | Voix   | %    | ±    |
| ------------- | -------------------- | -------------------- | ------ | ---- | ---- |
|               | Conservateur         | Laura Trott          | 30,932 | 60,7 | 3.0  |
|               | Libéral Démocrate    | Gareth Willis        | 10,114 | 19,8 | 11.5 |
|               | Travailliste         | Seamus McCauley      | 6,946  | 13,6 | 7.3  |
|               | Green                | Paul Wharton         | 1,974  | 3,9  | 0.6  |
|               | Indépendant          | Paulette Furse       | 695    | 1,4  | 1.4  |
|               | Libertarian          | Sean Finch           | 295    | 0,6  | 0.6  |
| Majorité      | Majorité             | Majorité             | 20,818 | 40,9 | 1.9  |
| Participation | Participation        | Participation        | 50,956 | 71,0 | 1.1  |
|               | Conservateur retenir | Conservateur retenir | Swing  |      |      |

| Parti         | Parti                | Candidat             | Voix   | %    | ±    |
| ------------- | -------------------- | -------------------- | ------ | ---- | ---- |
|               | Conservateur         | Michael Fallon       | 32,644 | 63,7 | 6.8  |
|               | Travailliste         | Chris Clark          | 10,727 | 20,9 | 8.1  |
|               | Libéral Démocrate    | Alan Bullion         | 4,280  | 8,4  | 0.5  |
|               | UKIP                 | Graham Cushway       | 1,894  | 3,7  | 14.2 |
|               | Green                | Philip Dodd          | 1,673  | 3,3  | 1.2  |
| Majorité      | Majorité             | Majorité             | 21,917 | 42,8 | 3.8  |
| Participation | Participation        | Participation        | 51,218 | 72,1 | 1.2  |
|               | Conservateur retenir | Conservateur retenir | Swing  | 0.7  |      |

| Parti         | Parti                | Candidat             | Voix   | %    | ±     |
| ------------- | -------------------- | -------------------- | ------ | ---- | ----- |
|               | Conservateur         | Michael Fallon       | 28,531 | 56,9 | +0.1  |
|               | UKIP                 | Steve Lindsay        | 8,970  | 17,9 | +14.3 |
|               | Travailliste         | Chris Clark          | 6,448  | 12,9 | −0.4  |
|               | Libéral Démocrate    | Alan Bullion         | 3,937  | 7,9  | −13.5 |
|               | Green                | Amelie Boleyn        | 2,238  | 4,5  | +4.5  |
| Majorité      | Majorité             | Majorité             | 19,561 | 39,0 | -3.6  |
| Participation | Participation        | Participation        | 50,124 | 70,9 | -0.2  |
|               | Conservateur retenir | Conservateur retenir | Swing  | -7.1 |       |

| Parti         | Parti                | Candidat             | Voix   | %    | ±     |
| ------------- | -------------------- | -------------------- | ------ | ---- | ----- |
|               | Conservateur         | Michael Fallon       | 28,076 | 56,8 | +5.0  |
|               | Libéral Démocrate    | Alan Bullion         | 10,561 | 21,4 | −0.5  |
|               | Travailliste         | Gareth Siddorn       | 6,541  | 13,2 | −7.8  |
|               | UKIP                 | Christopher Heath    | 1,782  | 3,6  | +0.6  |
|               | BNP                  | Paul Golding         | 1,384  | 2,8  | N/A   |
|               | Démocrates anglais   | Louise Uncles        | 806    | 1,6  | −0.1  |
|               | Indépendant          | Mark Ellis           | 258    | 0,5  | N/A   |
| Majorité      | Majorité             | Majorité             | 17,515 | 35,4 | +5.4  |
| Participation | Participation        | Participation        | 49,408 | 71,1 | +12.4 |
|               | Conservateur retenir | Conservateur retenir | Swing  | +2.8 |       |

### Élections dans les années 2000
| Parti         | Parti                      | Candidat             | Voix   | %    | ±    |
| ------------- | -------------------------- | -------------------- | ------ | ---- | ---- |
|               | Conservateur               | Michael Fallon       | 22,437 | 51,8 | +2.4 |
|               | Libéral Démocrate          | Ben Abbotts          | 9,467  | 21,9 | +0.3 |
|               | Travailliste               | Tim Stanley          | 9,101  | 21,0 | −4.6 |
|               | UKIP                       | Robert Dobson        | 1,309  | 3,0  | +0.3 |
|               | Démocrates anglais         | John Marshall        | 751    | 1,7  | N/A  |
|               | United Kingdom Pathfinders | Mark Ellis           | 233    | 0,5  | −0.2 |
| Majorité      | Majorité                   | Majorité             | 12,970 | 29,9 | +6.1 |
| Participation | Participation              | Participation        | 43,298 | 58,7 | −5.2 |
|               | Conservateur retenir       | Conservateur retenir | Swing  | +1.1 |      |

| Parti         | Parti                      | Candidat             | Voix   | %    | ±     |
| ------------- | -------------------------- | -------------------- | ------ | ---- | ----- |
|               | Conservateur               | Michael Fallon       | 21,052 | 49,4 | +4.0  |
|               | Travailliste               | Caroline Humphreys   | 10,898 | 25,6 | +1.0  |
|               | Libéral Démocrate          | Clive Gray           | 9,214  | 21,6 | -2.5  |
|               | UKIP                       | Lisa Hawkins         | 1,155  | 2,7  | N/A   |
|               | United Kingdom Pathfinders | Mark Ellis           | 295    | 0,7  | N/A   |
| Majorité      | Majorité                   | Majorité             | 10,154 | 23,8 | +2.9  |
| Participation | Participation              | Participation        | 42,614 | 63,9 | -11.4 |
|               | Conservateur retenir       | Conservateur retenir | Swing  | +1.5 |       |

### Élections dans les années 1990
| Parti         | Parti                | Candidat             | Voix   | %     | ±     |
| ------------- | -------------------- | -------------------- | ------ | ----- | ----- |
|               | Conservateur         | Michael Fallon       | 22,776 | 45,42 | -11.9 |
|               | Travailliste         | John Hayes           | 12,315 | 24,56 |       |
|               | Libéral Démocrate    | Roger Walshe         | 12,086 | 24,1  |       |
|               | Référendum           | Nigel Large          | 2,138  | 4,26  |       |
|               | Green                | Margot Lawrence      | 443    | 0,88  |       |
|               | Pathfinders          | Mark Ellis           | 244    | 0,49  |       |
|               | Natural Law          | Alex Hankey          | 147    | 0,29  |       |
| Majorité      | Majorité             | Majorité             | 10,461 | 20,86 |       |
| Participation | Participation        | Participation        | 50,151 | 75,38 |       |
|               | Conservateur retenir | Conservateur retenir | Swing  |       |       |

| Parti         | Parti                | Candidat             | Voix   | %    | ±    |
| ------------- | -------------------- | -------------------- | ------ | ---- | ---- |
|               | Conservateur         | Mark Wolfson         | 33,245 | 57,5 | −1.4 |
|               | Libéral Démocrate    | Roger Walshe         | 14,091 | 24,4 | −3.5 |
|               | Travailliste         | J. Evans             | 9,470  | 16,4 | +3.2 |
|               | Green                | Margot Lawrence      | 786    | 1,4  | N/A  |
|               | Natural Law          | P. Wakeling          | 210    | 0,4  | N/A  |
| Majorité      | Majorité             | Majorité             | 19,154 | 33,1 | +2.1 |
| Participation | Participation        | Participation        | 57,802 | 81,3 | +4.9 |
|               | Conservateur retenir | Conservateur retenir | Swing  | +1.1 |      |

### Élections dans les années 1980
| Parti         | Parti                | Candidat             | Voix   | %     | ± |
| ------------- | -------------------- | -------------------- | ------ | ----- | - |
|               | Conservateur         | Mark Wolfson         | 32,945 | 58,91 |   |
|               | Liberal              | Stephen Jakobi       | 15,600 | 27,9  |   |
|               | Travailliste         | Graham Green         | 7,379  | 13,19 |   |
| Majorité      | Majorité             | Majorité             | 17,345 | 31,02 |   |
| Participation | Participation        | Participation        | 55,923 | 76,42 |   |
|               | Conservateur retenir | Conservateur retenir | Swing  |       |   |

| Parti         | Parti                | Candidat             | Voix   | %     | ± |
| ------------- | -------------------- | -------------------- | ------ | ----- | - |
|               | Conservateur         | Mark Wolfson         | 30,722 | 58,41 |   |
|               | Liberal              | Stephen Jakobi       | 15,061 | 28,55 |   |
|               | Travailliste         | R. Gooding           | 6,439  | 12,24 |   |
|               | National Front       | G. L. Burnett        | 416    | 0,79  |   |
| Majorité      | Majorité             | Majorité             | 15,706 | 29,86 |   |
| Participation | Participation        | Participation        | 52,596 | 73,74 |   |
|               | Conservateur retenir | Conservateur retenir | Swing  |       |   |

### Élections dans les années 1970
| Parti         | Parti                | Candidat             | Voix   | %     | ±   |
| ------------- | -------------------- | -------------------- | ------ | ----- | --- |
|               | Conservateur         | Mark Wolfson         | 36,697 | 57,39 |     |
|               | Travailliste         | R. H. Redden         | 14,583 | 22,81 |     |
|               | Liberal              | G. Phillips          | 11,839 | 18,52 |     |
|               | National Front       | Michael Easter       | 821    | 1,28  | n/a |
| Majorité      | Majorité             | Majorité             | 22,114 | 34,59 |     |
| Participation | Participation        | Participation        | 63,942 | 78,98 |     |
|               | Conservateur retenir | Conservateur retenir | Swing  |       |     |

| Parti         | Parti                | Candidat             | Voix   | %     | ± |
| ------------- | -------------------- | -------------------- | ------ | ----- | - |
|               | Conservateur         | John Rodgers         | 26,670 | 46,99 |   |
|               | Travailliste         | J. Scanlan           | 15,065 | 26,54 |   |
|               | Liberal              | Robert Webster       | 15,024 | 26,47 |   |
| Majorité      | Majorité             | Majorité             | 11,605 | 20,45 |   |
| Participation | Participation        | Participation        | 56,759 | 75,71 |   |
|               | Conservateur retenir | Conservateur retenir | Swing  |       |   |

| Parti         | Parti                | Candidat             | Voix   | %     | ±   |
| ------------- | -------------------- | -------------------- | ------ | ----- | --- |
|               | Conservateur         | John Rodgers         | 29,963 | 48,36 |     |
|               | Liberal              | Ian Bradley          | 16,223 | 26,21 |     |
|               | Travailliste         | J. Scanlan           | 14,987 | 24,21 |     |
|               | Indépendant          | D. J. Woolard        | 754    | 1,22  | n/a |
| Majorité      | Majorité             | Majorité             | 13,713 | 22,15 |     |
| Participation | Participation        | Participation        | 61,898 | 83,4  |     |
|               | Conservateur retenir | Conservateur retenir | Swing  |       |     |

| Parti         | Parti                | Candidat             | Voix   | %     | ±    |
| ------------- | -------------------- | -------------------- | ------ | ----- | ---- |
|               | Conservateur         | John Rodgers         | 32,654 | 54,13 | +3.6 |
|               | Travailliste         | John Ovenden         | 15,376 | 25,49 | -6.8 |
|               | Liberal              | Robert F. Webster    | 12,290 | 20,37 | +3.2 |
| Majorité      | Majorité             | Majorité             | 17,278 | 28,64 |      |
| Participation | Participation        | Participation        | 60,320 | 73,00 |      |
|               | Conservateur retenir | Conservateur retenir | Swing  | +5.2  |      |

### Élections dans les années 1960
| Parti         | Parti                | Candidat             | Voix   | %     | ± |
| ------------- | -------------------- | -------------------- | ------ | ----- | - |
|               | Conservateur         | John Rodgers         | 28,651 | 50,50 |   |
|               | Travailliste         | Peter B. Pearce      | 18,338 | 32,32 |   |
|               | Liberal              | A. Noel H. Blackburn | 9,746  | 17,18 |   |
| Majorité      | Majorité             | Majorité             | 10,313 | 18,18 |   |
| Participation | Participation        | Participation        | 56,735 | 79,19 |   |
|               | Conservateur retenir | Conservateur retenir | Swing  | +3.3  |   |

| Parti         | Parti                | Candidat             | Voix   | %     | ± |
| ------------- | -------------------- | -------------------- | ------ | ----- | - |
|               | Conservateur         | John Rodgers         | 28,678 | 52,03 |   |
|               | Travailliste         | Peter B. Pearce      | 14,958 | 27,14 |   |
|               | Liberal              | Nelia Penman         | 11,480 | 20,83 |   |
| Majorité      | Majorité             | Majorité             | 13,720 | 24,89 |   |
| Participation | Participation        | Participation        | 55,116 | 80,09 |   |
|               | Conservateur retenir | Conservateur retenir | Swing  |       |   |

### Élections dans les années 1950
| Parti         | Parti                | Candidat             | Voix   | %     | ±   |
| ------------- | -------------------- | -------------------- | ------ | ----- | --- |
|               | Conservateur         | John Rodgers         | 28,186 | 56,07 |     |
|               | Travailliste         | Roderick Ogley       | 14,265 | 28,38 |     |
|               | Liberal              | Nelia Penman         | 7,819  | 15,55 | n/a |
| Majorité      | Majorité             | Majorité             | 13,921 | 27,69 |     |
| Participation | Participation        | Participation        | 50,270 | 80,17 |     |
|               | Conservateur retenir | Conservateur retenir | Swing  |       |     |

| Parti         | Parti                | Candidat             | Voix   | %     | ± |
| ------------- | -------------------- | -------------------- | ------ | ----- | - |
|               | Conservateur         | John Rodgers         | 28,936 | 61,84 |   |
|               | Travailliste         | John N. Powrie       | 17,858 | 38,16 |   |
| Majorité      | Majorité             | Majorité             | 11,078 | 23,67 |   |
| Participation | Participation        | Participation        | 46,794 | 78,07 |   |
|               | Conservateur retenir | Conservateur retenir | Swing  |       |   |

| Parti         | Parti                | Candidat             | Voix   | %     | ± |
| ------------- | -------------------- | -------------------- | ------ | ----- | - |
|               | Conservateur         | John Rodgers         | 28,668 | 60,37 |   |
|               | Travailliste         | John N. Powrie       | 18,823 | 39,63 |   |
| Majorité      | Majorité             | Majorité             | 9,845  | 20,73 |   |
| Participation | Participation        | Participation        |        | 81,46 |   |
|               | Conservateur retenir | Conservateur retenir | Swing  |       |   |

| Parti         | Parti                | Candidat               | Voix   | %     | ± |
| ------------- | -------------------- | ---------------------- | ------ | ----- | - |
|               | Conservateur         | John Rodgers           | 25,292 | 51,75 |   |
|               | Travailliste         | J. Spencer             | 17,610 | 36,03 |   |
|               | Liberal              | Edward Moulton-Barrett | 5,969  | 12,21 |   |
| Majorité      | Majorité             | Majorité               | 7,682  | 15,72 |   |
| Participation | Participation        | Participation          |        | 84,90 |   |
|               | Conservateur retenir | Conservateur retenir   | Swing  |       |   |

### Élections dans les années 1940
| Parti         | Parti                | Candidat             | Voix   | %     | ±   |
| ------------- | -------------------- | -------------------- | ------ | ----- | --- |
|               | Conservateur         | Charles Ponsonby     | 18,893 | 45,61 |     |
|               | Travailliste         | John Pudney          | 14,947 | 36,08 | n/a |
|               | Liberal              | Nelia Muspratt       | 6,906  | 16,67 |     |
|               | Communiste           | K. Thompson          | 676    | 1,63  | n/a |
| Majorité      | Majorité             | Majorité             | 3,946  | 9,53  |     |
| Participation | Participation        | Participation        |        | 73,6  |     |
|               | Conservateur retenir | Conservateur retenir | Swing  |       |     |

### Élections dans les années 1930
| Parti         | Parti                | Candidat             | Voix   | %    | ±   |
| ------------- | -------------------- | -------------------- | ------ | ---- | --- |
|               | Conservateur         | Charles Ponsonby     | 21,405 | 67,5 | n/a |
|               | Liberal              | John Horridge        | 10,297 | 32,5 | n/a |
| Majorité      | Majorité             | Majorité             | 11,108 | 35,0 | n/a |
| Participation | Participation        | Participation        |        | 65,3 | n/a |
|               | Conservateur retenir | Conservateur retenir | Swing  | n/a  |     |

| Parti | Parti                | Candidat             | Voix      | %   | ±   |
| ----- | -------------------- | -------------------- | --------- | --- | --- |
|       | Conservateur         | Hilton Young         | unopposed | n/a | n/a |
|       | Conservateur retenir | Conservateur retenir | Swing     | n/a |     |

### Élections dans les années 1920
| Parti              | Parti              | Candidat                | Voix   | %    | ±     |
| ------------------ | ------------------ | ----------------------- | ------ | ---- | ----- |
|                    | Unioniste          | Hilton Young            | 16,767 | 53,7 | -8.2  |
|                    | Liberal            | Edgar Stratton Liddiard | 7,844  | 25,1 | -13.0 |
|                    | Travailliste       | Hamilton Fyfe           | 6,634  | 21,2 | N/A   |
| Majorité           | Majorité           | Majorité                | 8,923  | 28,6 | +4.8  |
| Participation      | Participation      | Participation           | 31,245 | 71,6 | −3.2  |
| Registre électeurs | Registre électeurs | Registre électeurs      | 43,627 |      |       |
|                    | Unioniste retenir  | Unioniste retenir       | Swing  | +2.4 |       |

| Parti              | Parti                           | Candidat                        | Voix   | %     | ±     |
| ------------------ | ------------------------------- | ------------------------------- | ------ | ----- | ----- |
|                    | Unioniste                       | Walter Styles                   | 15,125 | 61,9  | +13.5 |
|                    | Liberal                         | Ronald Williams                 | 9,311  | 38,1  | −13.5 |
| Majorité           | Majorité                        | Majorité                        | 5,814  | 23,8  | N/A   |
| Participation      | Participation                   | Participation                   | 24,436 | 74,8  | +10.4 |
| Registre électeurs | Registre électeurs              | Registre électeurs              | 32,660 |       |       |
|                    | Unioniste vainqueur sur Liberal | Unioniste vainqueur sur Liberal | Swing  | +13.5 |       |

| Parti              | Parti                           | Candidat                        | Voix   | %    | ±     |
| ------------------ | ------------------------------- | ------------------------------- | ------ | ---- | ----- |
|                    | Liberal                         | Ronald Williams                 | 10,656 | 51,6 | N/A   |
|                    | Unioniste                       | Thomas Jewell Bennett           | 9,987  | 48,4 | −15.4 |
| Majorité           | Majorité                        | Majorité                        | 669    | 3,2  | N/A   |
| Participation      | Participation                   | Participation                   | 20,643 | 64,4 | +3.5  |
| Registre électeurs | Registre électeurs              | Registre électeurs              | 32,078 |      |       |
|                    | Liberal vainqueur sur Unioniste | Liberal vainqueur sur Unioniste | Swing  | N/A  |       |

| Parti              | Parti              | Candidat              | Voix   | %    | ±     |
| ------------------ | ------------------ | --------------------- | ------ | ---- | ----- |
|                    | Unioniste          | Thomas Jewell Bennett | 12,045 | 63,8 | −12.4 |
|                    | Travailliste       | L. A. Goldie          | 6,849  | 36,2 | N/A   |
| Majorité           | Majorité           | Majorité              | 5,196  | 27,6 | −24.8 |
| Participation      | Participation      | Participation         | 18,894 | 60,9 | +14.6 |
| Registre électeurs | Registre électeurs | Registre électeurs    | 31,000 |      |       |
|                    | Unioniste retenir  | Unioniste retenir     | Swing  | N/A  |       |

### Élections dans les années 1910
| Parti                                                 | Parti                    | Candidat              | Voix   | %    | ±   |
| ----------------------------------------------------- | ------------------------ | --------------------- | ------ | ---- | --- |
| C                                                     | Unioniste                | Thomas Jewell Bennett | 10,650 | 76.2 | N/A |
|                                                       | Travailliste indépendant | John Ephraim Skinner  | 3,323  | 23,8 | N/A |
| Majorité                                              | Majorité                 | Majorité              | 7,327  | 52,4 | N/A |
| Participation                                         | Participation            | Participation         | 13,973 | 46,3 | N/A |
| Registre électeurs                                    | Registre électeurs       | Registre électeurs    | 30,189 |      |     |
|                                                       | Unioniste retenir        | Unioniste retenir     | Swing  | N/A  |     |
| C candidat approuvé par le gouvernement de coalition. |                          |                       |        |      |     |

## Résultats élections 1885–1918

### Élections dans les années 1880
| Parti              | Parti                                  | Candidat           | Voix   | %    | ±   |
| ------------------ | -------------------------------------- | ------------------ | ------ | ---- | --- |
|                    | Conservateur                           | Charles Mills      | 4,651  | 54,0 | N/A |
|                    | Liberal                                | Patteson Nickalls  | 3,956  | 46,0 | N/A |
| Majorité           | Majorité                               | Majorité           | 695    | 8,0  | N/A |
| Participation      | Participation                          | Participation      | 8,607  | 77,6 | N/A |
| Registre électeurs | Registre électeurs                     | Registre électeurs | 11,089 |      |     |
|                    | Conservateur vainqueur (nouveau siège) |                    |        |      |     |

| Parti | Parti             | Candidat      | Voix            | %               | ±               |
| ----- | ----------------- | ------------- | --------------- | --------------- | --------------- |
|       | Conservateur      | Charles Mills | Sans opposition | Sans opposition | Sans opposition |
|       | Conservateur hold |               |                 |                 |                 |

### Élections dans les années 1890
| Parti              | Parti                | Candidat             | Voix   | %    | ±   |
| ------------------ | -------------------- | -------------------- | ------ | ---- | --- |
|                    | Conservateur         | Henry Forster        | 6,036  | 60,7 | N/A |
|                    | Liberal              | Thomas Johnston      | 3,908  | 39,3 | N/A |
| Majorité           | Majorité             | Majorité             | 2,128  | 21,4 | N/A |
| Participation      | Participation        | Participation        | 9,944  | 71,5 | N/A |
| Registre électeurs | Registre électeurs   | Registre électeurs   | 13,916 |      |     |
|                    | Conservateur retenir | Conservateur retenir | Swing  | N/A  |     |

| Parti | Parti             | Candidat      | Voix            | %               | ±               |
| ----- | ----------------- | ------------- | --------------- | --------------- | --------------- |
|       | Conservateur      | Henry Forster | Sans opposition | Sans opposition | Sans opposition |
|       | Conservateur hold |               |                 |                 |                 |

### Élections dans les années 1900
| Parti              | Parti                | Candidat                  | Voix   | %    | ±   |
| ------------------ | -------------------- | ------------------------- | ------ | ---- | --- |
|                    | Conservateur         | Henry Forster             | 6,604  | 78,7 | N/A |
|                    | Liberal              | Murray Spencer Richardson | 1,792  | 21,3 | N/A |
| Majorité           | Majorité             | Majorité                  | 4,812  | 57,4 | N/A |
| Participation      | Participation        | Participation             | 8,396  | 56,5 | N/A |
| Registre électeurs | Registre électeurs   | Registre électeurs        | 14,861 |      |     |
|                    | Conservateur retenir | Conservateur retenir      | Swing  | N/A  |     |

| Parti              | Parti                | Candidat             | Voix   | %     | ±     |
| ------------------ | -------------------- | -------------------- | ------ | ----- | ----- |
|                    | Conservateur         | Henry Forster        | 5,333  | 54,6  | -24.1 |
|                    | Liberal              | Beaumont Morice      | 4,442  | 45,4  | +24.1 |
| Majorité           | Majorité             | Majorité             | 891    | 9,2   | -48.2 |
| Participation      | Participation        | Participation        | 9,775  | 63,4  | +6.9  |
| Registre électeurs | Registre électeurs   | Registre électeurs   | 15,420 |       |       |
|                    | Conservateur retenir | Conservateur retenir | Swing  | -24.1 |       |

| Parti              | Parti                | Candidat                  | Voix   | %     | ±     |
| ------------------ | -------------------- | ------------------------- | ------ | ----- | ----- |
|                    | Conservateur         | Henry Forster             | 7,219  | 51,1  | −27.6 |
|                    | Liberal              | Beaumont Morice           | 6,855  | 48,6  | +27.3 |
|                    | Libéral indépendant  | Murray Spencer Richardson | 44     | 0,3   | N/A   |
| Majorité           | Majorité             | Majorité                  | 364    | 2,5   | −54.9 |
| Participation      | Participation        | Participation             | 14,118 | 81,8  | +25.3 |
| Registre électeurs | Registre électeurs   | Registre électeurs        | 17,256 |       |       |
|                    | Conservateur retenir | Conservateur retenir      | Swing  | −27.5 |       |

### Élections dans les années 1910
| Parti              | Parti                | Candidat             | Voix   | %     | ±     |
| ------------------ | -------------------- | -------------------- | ------ | ----- | ----- |
|                    | Conservateur         | Henry Forster        | 10,421 | 62,1  | +11.0 |
|                    | Liberal              | Frederick Lely       | 6,351  | 37,9  | -11.0 |
| Majorité           | Majorité             | Majorité             | 4,070  | 24,2  | +22.0 |
| Participation      | Participation        | Participation        | 16,772 | 88,1  | +6.3  |
| Registre électeurs | Registre électeurs   | Registre électeurs   | 19,035 |       |       |
|                    | Conservateur retenir | Conservateur retenir | Swing  | +11.0 |       |

| Parti | Parti             | Candidat      | Voix            | %               | ±               |
| ----- | ----------------- | ------------- | --------------- | --------------- | --------------- |
|       | Conservateur      | Henry Forster | Sans opposition | Sans opposition | Sans opposition |
|       | Conservateur hold |               |                 |                 |                 |

Élection générale 1914/15:
Une autre élection générale devait avoir lieu avant la fin de 1915. Les partis politiques préparaient une élection et, en juillet 1914, les candidats suivants avaient été sélectionnés;; 
- Unioniste: Henry Forster
- Libéral: Leonard Powell[30]